# بيت فورستر
بيت فورستر هو لاعب هوكي الجليد سويسري، ولد في 2 فبراير 1983 في هيراسايو في سويسرا.

## وصلات خارجية
- بيت فورستر على موقع دوري الهوكي الوطني (الإنجليزية)
- بيت فورستر على موقع EliteProspects.com (الإنجليزية)
- بيت فورستر على موقع Eurohockey.com (الإنجليزية)
- بيت فورستر على موقع HockeyDB.com (الإنجليزية)
- بيت فورستر على موقع أوليمبيديا (الإنجليزية)